# San Antonio de Flores (Choluteca)
San Antonio de Flores is een gemeente (gemeentecode 0612) in het departement Choluteca in Honduras.

## Bevolking
De bevolking is als volgt verdeeld:
| Vrouwen | 2756 | 50,4% |
| Mannen  | 2707 | 49,6% |

## Dorpen
De gemeente bestaat uit zeven dorpen (aldea), waarvan het grootste qua inwoneraantal: San Antonio de Flores (code 061201).